# فاطمة عمارة
فاطمة عمارة (27 نوفمبر 1945 -)، ممثلة مصرية. عملت في السينما والتلفزيون اشتهرت في الأدوار المساعدة وهي أخت الممثل أبو الفتوح عمارة ، اعتزلت المجال الفني عام 1984 ولم تظهر على أي وسائل إعلامية بعد الاعتزال.

## من أعمالها

### المسلسلات
- الرحيل.
- جراح عميقه.
- العنكبوت.
- أخو البنات.

### الأفلام
- أنا وابنتي والحب.
- الأبرياء.
- الأرض.
- حرامي الورقة.
- حواء والقرد.
- العيب.
- سيد درويش.
- 3 لصوص.
- هي والرجال.
- الأصابع الثلاثة.
- بنت إسمها محمود.
- الناس والنيل.
- أضواء المدينة.

### المسرحيات
- الدبور.
- حركة ترقيات.

## روابط خارجية
- فاطمة عمارة على موقع الدهليز
- فاطمة عمارة على موقع قاعدة بيانات الأفلام العربية